# Raja undulata
Raja undulata е вид хрущялна риба от семейство Морски лисици (Rajidae). Видът е застрашен от изчезване.

## Разпространение
Разпространен е в Алжир, Бенин, Великобритания, Гамбия, Гана, Гвинея, Гвинея-Бисау, Гърция, Египет, Екваториална Гвинея, Западна Сахара, Израел, Испания (Балеарски острови и Канарски острови), Италия (Сардиния и Сицилия), Камерун, Кот д'Ивоар, Либерия, Либия, Ливан, Мавритания, Мароко, Португалия, Сенегал, Сиера Леоне, Сирия, Того, Тунис, Турция и Франция (Корсика).